# Сергеенков, Николай Семёнович
Николай Семёнович Сергеенков (1916—1944) — участник Великой Отечественной войны, гвардии капитан Рабоче-крестьянской Красной Армии, Герой Советского Союза (1943).

## Биография
Николай Сергеенков родился 8 мая 1916 года в деревне Упино (ныне — Хиславичский район Смоленской области). После окончания школы-семилетки работал агрономом. В 1938 году Сергеенков был призван на службу в Рабоче-крестьянскую Красную Армию. В 1940 году он окончил Мелитопольское военное авиационное училище лётнабов и штурманов. С июля 1941 года — на фронтах Великой Отечественной войны.
К осени 1943 года гвардии капитан Николай Сергеенков был штурманом эскадрильи 99-го гвардейского отдельного разведывательного авиаполка 15-й воздушной армии Брянского фронта. К тому времени он совершил 120 боевых вылетов на воздушную разведку и бомбардировку скоплений боевой техники и живой силы противника, его важных объектов.
Указом Президиума Верховного Совета СССР от 2 сентября 1943 года за «образцовое выполнение заданий командования и проявленные мужество и героизм в боях с немецкими захватчиками» гвардии капитан Николай Сергеенков был удостоен высокого звания Героя Советского Союза с вручением ордена Ленина и медали «Золотая Звезда» за номером 1739.
28 февраля 1944 года Сергеенков погиб в бою. Похоронен в братской могиле в деревне Красный Посёлок Великолукского района Псковской области.
Был также награждён орденами Красного Знамени и Отечественной войны 1-й степени, рядом медалей. Навечно зачислен в списки личного состава воинской части.